# Азбучна молитва
Азбучна молитва е азбучен акростих от 40 дванадесетосрични стиха, написани по реда на глаголическите букви.
В миналото за автор на „Азбучна молитва“ е приеман Константин-Кирил Философ, но от 60-те години на XX век преобладава мнението на Куйо Куев, че „Азбучната молитва“ е съчинена от епископ Константин Преславски през 893–894 г., когато е написано и „Учителното евангелие“.
Най-старият запазен препис (руски, 12 век) действително представлява пролог към неговото Учително евангелие. Известни са 38 преписа на „Азбучната молитва“, повечето руски, най-често срещащи се в руската Тълковна палея (Палея толковая), където те допълват тълкованието „За началото на славянската писменост“.